# 明裕陵
裕陵是明朝明英宗朱祁镇的陵墓，位于北京昌平县天寿山石门山下。与其合葬的还有后妃钱氏和周氏。是明十三陵之一。
因明英宗駕崩前遺詔指出不得讓嬪妃殉葬，明裕陵是第一個未有殉葬嬪妃的陵墓。